# Floresta de Proteção Pui Pui
A Floresta de Proteção Pui Pui (em espanhol: Bosque de Protección Pui Pui) é uma floresta de protecção localizada na região de Junín, no Peru. Devido a presença de florestas primárias, o clima, a hidrografia e o difícil acesso, é comum a descoberta de novas espécies endêmicas de anfíbios e répteis, como o Pristimantis ashaninka e a Rã-de-borracha-de-attenborough.